# 콜로그리프

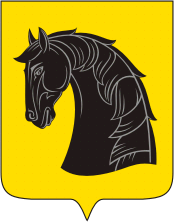
시 문장

콜로그리프(러시아어: Кологри́в)는 러시아 코스트로마주 중부에 위치한 도시로, 인구는 27,392명(2002년 기준)이다. 운자 강 좌안과 접하며 코스트로마(코스트로마 주의 주도)에서 북동쪽으로 339km 정도 떨어진 곳에 위치한다.
16세기 문헌에 처음 등장했고 1778년 시로 승격되었다.